# Alpaida carminea
Alpaida carminea este o specie de păianjeni din genul Alpaida, familia Araneidae. A fost descrisă pentru prima dată de Taczanowski, 1878. Conform Catalogue of Life specia Alpaida carminea nu are subspecii cunoscute.